# Sayonara Zetsubō-sensei
Sayonara Zetsubō-sensei (jap. さよなら絶望先生) – manga autorstwa Kōjiego Kumety, publikowana na łamach magazynu „Shūkan Shōnen Magazine” wydawnictwa Kōdansha od kwietnia 2005 do czerwca 2012. Całość liczy łącznie 30 tomów.
Na podstawie mangi studio Shaft wyprodukowało trzy serie anime emitowane w latach 2007–2009.

## Fabuła
Nozomu Itoshiki to skrajnie pesymistyczny nauczyciel w liceum, który przytłoczony brakiem pozytywnych wartości we współczesnym świecie, często popada w stany lękowe i próbuje popełnić samobójstwo, by uciec od swojej rozpaczy. Jak na ironię, jego imię, jeśli zostanie zapisane poziomo, może być odczytane jako „rozpacz”. Zauważa to jedna z jego uczennic, ultra-charyzmatyczna Kafuka Fūra, która jest tak optymistyczna, że wydaje się wręcz głupia. Dziewczyna na wszelkie sposoby próbuje znaleźć pozytywną stronę każdej sytuacji, aby poprawić nastrój nauczyciela, a towarzyszyć jej będą różne „przypadki ludzkie” i dziwaczne postacie, które będą krążyć wokół Nozomu, popychając go, pomimo wszelkich przeciwnych wysiłków, coraz głębiej w spiralę rozpaczy.

## Manga
Seria ukazywała się w magazynie „Shūkan Shōnen Magazine” od 27 kwietnia 2005 do 13 czerwca 2012. Wydawnictwo Kōdansha zebrało jej rozdziały w 30 tankōbonach, wydawanych od 16 września 2005 do 17 sierpnia 2012.
| Nr | Data wydania (język japoński) | ISBN (język japoński)  |
| -- | ----------------------------- | ---------------------- |
| 1  | 16 września 2005              | ISBN 978-4-06-363582-9 |
| 2  | 16 grudnia 2005               | ISBN 978-4-06-363619-2 |
| 3  | 17 marca 2006                 | ISBN 978-4-06-363646-8 |
| 4  | 16 czerwca 2006               | ISBN 978-4-06-363703-8 |
| 5  | 15 września 2006              | ISBN 978-4-06-363723-6 |
| 6  | 15 grudnia 2006               | ISBN 978-4-06-363762-5 |
| 7  | 16 lutego 2007                | ISBN 978-4-06-363793-9 |
| 8  | 17 kwietnia 2007              | ISBN 978-4-06-363818-9 |
| 9  | 17 lipca 2007                 | ISBN 978-4-06-363854-7 |
| 10 | 14 września 2007              | ISBN 978-4-06-363887-5 |
| 11 | 17 grudnia 2007               | ISBN 978-4-06-363929-2 |
| 12 | 15 lutego 2008                | ISBN 978-4-06-363949-0 |
| 13 | 16 maja 2008                  | ISBN 978-4-06-363985-8 |
| 14 | 17 lipca 2008                 | ISBN 978-4-06-384011-7 |
| 15 | 17 października 2008          | ISBN 978-4-06-384049-0 |
| 16 | 17 lutego 2009                | ISBN 978-4-06-384096-4 |
| 17 | 15 maja 2009                  | ISBN 978-4-06-384120-6 |
| 18 | 17 sierpnia 2009              | ISBN 978-4-06-384170-1 |
| 19 | 17 listopada 2009             | ISBN 978-4-06-384208-1 |
| 20 | 17 lutego 2010                | ISBN 978-4-06-384246-3 |
| 21 | 17 maja 2010                  | ISBN 978-4-06-384307-1 |
| 22 | 17 sierpnia 2010              | ISBN 978-4-06-384344-6 |
| 23 | 17 listopada 2010             | ISBN 978-4-06-384396-5 |
| 24 | 17 lutego 2011                | ISBN 978-4-06-384443-6 |
| 25 | 15 kwietnia 2011              | ISBN 978-4-06-384483-2 |
| 26 | 15 lipca 2011                 | ISBN 978-4-06-384519-8 |
| 27 | 17 października 2011          | ISBN 978-4-06-384566-2 |
| 28 | 17 lutego 2012                | ISBN 978-4-06-384629-4 |
| 29 | 17 maja 2012                  | ISBN 978-4-06-384673-7 |
| 30 | 17 sierpnia 2012              | ISBN 978-4-06-384705-5 |

## Anime
Manga została zaadaptowana na 12-odcinkowy telewizyjny serial anime, wyreżyserowany przez Akiyukiego Shinbō i wyprodukowany przez studio Shaft. Seria była emitowana w TV Kanagawa i innych stacjach między 7 lipca a 23 września 2007. 50-minutowy odcinek specjalny podsumowujący serial, zatytułowany Sayonara Zetsubō-sensei jo: Zetsubō shōjo senshū (jap. さよなら絶望先生 序〜絶望少女撰集), został wydany na DVD 1 stycznia 2008. Drugi odcinek podsumowujący ukazał się 27 sierpnia 2008.
13-odcinkowy drugi sezon, zatytułowany Zoku Sayonara Zetsubō-sensei (jap. 【俗・】さよなら絶望先生), był emitowany od 5 stycznia do 29 marca 2008. 3-odcinkowa seria OVA zatytułowana Goku Sayonara Zetsubō-sensei (jap. 獄・さよなら絶望先生), została wydana 17 października, 10 grudnia 2008 i 17 lutego 2009.
Emisja trzeciego sezonu, zatytułowanego Zan: Sayonara Zetsubō-sensei (jap. 懺・さよなら絶望先生), rozpoczęła się 4 lipca i zakończyła 26 września 2009, licząc 13 odcinków. 2-odcinkowa OVA, zatytułowana Zan: Sayonara Zetsubō-sensei bangaichi (jap. 懺・さよなら絶望先生 番外地), została wydana 17 listopada 2009 i 17 lutego 2010. Specjalny odcinek, przeznaczony dla osób, które zakupiły wszystkie trzy japońskie zestawy Blu-ray tej serii, ukazał się 31 stycznia 2012.

### Ścieżka dźwiękowa
| Nr             |           | Tytuł                                                          | Wykonawca                                                                                  | Źródło   |
| Czołówka       | Czołówka  | Czołówka                                                       | Czołówka                                                                                   | Czołówka |
| -------------- | --------- | -------------------------------------------------------------- | ------------------------------------------------------------------------------------------ | -------- |
| 1              | 1–9       | „Hito toshite jiku ga bureteiru” (jap. 人として軸がぶれている) | Kenji Ōtsuki feat. Ai Nonaka, Marina Inoue, Yū Kobayashi, Miyuki Sawashiro, Ryōko Shintani | [ 46 ]   |
| 1              | 10–12     | „Gōin ni mai Yeah” (jap. 強引niマイYeah～)                     | Ai Nonaka, Marina Inoue, Yū Kobayashi, Miyuki Sawashiro, Ryōko Shintani                    | [ 46 ]   |
| 2              | 1–6, 8–13 | „Kūsō Rumba” (jap. 空想ルンバ)                                 | Kenji Ōtsuki, Zetsubō Shōjo-tachi                                                          | [ 47 ]   |
| 2              | 7         | „Lyricure Go Go!” (jap. リリキュアGOGO!)                       | Ai Nonaka, Marina Inoue, Ryōko Shintani                                                    | [ 48 ]   |
| 3              | 1–13      | „Ringo Mogire Beam!” (jap. 林檎もぎれビーム!)                  | Kenji Ōtsuki, Zetsubō Shōjo-tachi                                                          | [ 48 ]   |
| Napisy końcowe |           |                                                                |                                                                                            |          |
| 1              | 1–12      | „Zessei bijin” (jap. 絶世美人)                                 | Ai Nonaka, Marina Inoue, Yū Kobayashi, Ryōko Shintani.                                     | [ 46 ]   |
| 2              | 1–4       | „Koiji Romanesque” (jap. 恋路ロマネスク)                       | Zetsubō Shōjo-tachi                                                                        | [ 47 ]   |
| 2              | 5–12      | „Marionette” (jap. マリオネット Marionetto)                    | ROLLY, Zetsubō Shōjo-tachi                                                                 | [ 47 ]   |
| 2              | 13        | „Omamori” (jap. オマモリ)                                      | Zetsubō Shōjo-tachi                                                                        | [ 47 ]   |
| 3              | 1–9, 13   | „Zetsubō Restaurant” (jap. 絶望レストラン)                     | Zetsubō Shōjo-tachi                                                                        | [ 48 ]   |
| 3              | 10–12     | „Kurayami shinchū sōshisōai” (jap. 暗闇心中相思相愛)           | Hiroshi Kamiya                                                                             | [ 48 ]   |

## Odbiór
Manga rozeszła się w nakładzie ponad 5 milionów egzemplarzy. W 2007 roku zdobyła 31. nagrodę Kōdansha Manga w kategorii shōnen.